# Československý film
Československý film (ČSF) byl státní podnik, který fungoval mezi lety 1962–1991. Jednalo se o hlavní podnik, který pod sebe integroval jednotlivé součásti filmového průmyslu v Československu.

## Předchůdce
Roku 1945 byla Benešovým dekretem česká kinematografie znárodněna. Roku 1948 vznikla organizace Československý státní film, která fungovala do období politického tání v roce 1956. V roce 1957 vznikla Hlavní správa Československého státního filmu, ze které pak v roce 1962 vznikl státní podnik Československý film. Nově měl podnik samostatný rozpočet a sám hospodařil.

## Vznik
Podnik vznikl vládním nařízením ze dne 2. února 1962. V něm vláda Československé socialistické republiky definovala Československý film jako výrobní hospodářskou jednotku kulturního charakteru. Je zde ustanoven jako samostatná organizace v rámci ministerstva školství a kultury a má celostátní působnost. ČSF tvoří Ústřední ředitelství Československého filmu jako nadpodniková hospodářská organizace spolu s podřízenými hospodářskými organizacemi. Ústředního ředitele jmenuje a odvolává vláda na návrh ministra školství a kultury. Základním úkolem Ústředního ředitelství ČSF mělo být organizovat, řídit, koordinovat a kontrolovat tvorbu filmů a jejich úpravu, laboratorní zpracování, půjčování a dovoz filmů, jejich archivaci a dokumentaci a obstarávat technické potřeby.

## Podniky Československého filmu
- Filmové studio Barrandov (vznik 1931)
- Ústřední půjčovna filmů (vznik 1957)
- Krátký film Praha (vznik 1957, součástí bylo do roku 1977 gottwaldovské studio)
- Filmové laboratoře Praha (vznik 1957)
- Filmový průmysl Praha (vznik 1957)
- Československý Filmexport (vznik 1957)
- Ústřední ředitelství Československého státního filmu (vznik 1962)
- Československý film Bratislava (vznik 1967)
- Československý filmový ústav (vznik 1974)
- Filmové studio Gottwaldov (vznik 1977)

## Ředitelé ČSF
Prvním ředitelem ČSF se stal Alois Poledňák, který funkci vykonával už od roku 1957 v rámci Ústřední správy Československého státního filmu. Jeho liberalizační tendence mu nicméně znemožnily působit ve funkci po vstupu vojsk Varšavské smlouvy do Československa, proto byl v roce 1968 vyměněn za Jiřího Purše, který je dodnes považován za rozporuplnou osobnost. Na jednu stranu platil za normalizačního kádra, na stranu druhou ale například mapoval československou kinematografii v knižních publikacích. Purš funkci opustil až roku 1987, tedy v období probíhající perestrojky. Není veřejně dohledatelné, kdo se stal dalším ústředním ředitelem ČSF.

## Zánik
Státní podnik včetně ústředního ředitelství zanikl roku 1991, jednotlivé podniky byly postupně zprivatizovány.